# Aspelta
Aspelta   (segle VII aC - segle VI aC) o Aspalta fou un rei de Núbia o Napata que va governar del 593 al 568 aC. Va succeir el seu germà gran Anlamani. Aspelta devia ser el germà petit perquè va viure encara vint-i-cinc anys. A la seva mort el va succeir Amtalqa (Armantelqo). Fou enterrat a Nuri.
Aspelta era fill de Senkamanisken i de la reina Nasalsa. Aspelta era el germà i successor d'Anlamani. Es creu que el rei va tenir diverses esposes, incloent Henuttakhebit (enterrat a la piràmide Nuri 28), Meqemale (enterrat a la piràmide Nuri 40), Asata (enterrat a la piràmide Nuri 42), Artaha (enterrat a la piràmide Nuri 58). potser també estava casat amb la seva germana Madiqen.